# UCI WorldTeam
Az UCI WorldTeam (2015-től napjainkig), korábban UCI ProTeam (2005–2014), a Nemzetközi Kerékpáros-szövetség (UCI) által alkalmazott kategória a férfi országúti kerékpározás legmagasabb szintű csapataira, melyből jelenleg 18 van.
A World Team csapatoknak valamennyi, az UCI World Tour sorozat részeként megrendezett versenyen kötelező  részvétel, de limitált feltételekkel indulhatnak további versenyeken, így az UCI ProSeries sorozatban is.

## A csapatok listája (2023)
A Nemzetközi Kerékpáros Szövetség, az UCI a WordTeam licenszeket három évre adja ki, jelenleg a 2023-25 közötti időszakra szerezhették meg a csapatok a licenszeket.
2023-ban 18 csapat rendelkezik UCI WorldTeam besorolással. Magyar versenyző jelenleg mindössze egy van, aki ilyen szintű csapatnál versenyzik ebben az évben: Valter Attila a holland Jumbo–Visma csapatát erősíti.
| Csapatkód | Hivatalos csapatnév      | Ország | Kontinens | Kerékpárgyártó | Országúti kerékpár típus                        | Időfutam kerékpár típus | Váltó/fék                   | Kerekek                                |
| --------- | ------------------------ | ------ | --------- | -------------- | ----------------------------------------------- | ----------------------- | --------------------------- | -------------------------------------- |
| ACT       | AG2R Citroën Team        | FRA    | Európa    | BMC            | BMC Teammachine SLR01 Timemachine Road          | Timemachine             | Campagnolo Super Record EPS | Campagnolo Bora WTO / WTO Ultra        |
| ADC       | Alpecin-Deceuninck       | BEL    | Európa    | Canyon         | Canyon Ultimate CFR Aeroad CFR                  | Speedmax CFR Disc       | Shimano Dura-Ace            | Shimano                                |
| ARK       | Arkéa–Samsic             | FRA    | Európa    | Bianchi        | Bianchi Specilissima Oltre RC                   | Aquila                  | Shimano Dura-Ace            | Shimano/Vision                         |
| AST       | Astana Qazaqstan Team    | KAZ    | Ázsia     | Wilier         | Wilier Triestina Filante SLR 0 SLR              | Turbine SLR             | Shimano Dura-Ace            | Corima                                 |
| BOH       | Bora–Hansgrohe           | GER    | Európa    | Specialized    | S-Works Tarmac SL7 Roubaix                      | SHIV TT                 | Shimano Dura-Ace            | Roval                                  |
| COF       | Cofidis                  | FRA    | Európa    | Look           | n.a.                                            | n.a.                    | Shimano Dura-Ace            | Corima                                 |
| EFE       | EF Education–EasyPost    | USA    | Amerika   | Cannondale     | Cannondale Supersix EVO SystemSix               | SuperSlice              | Shimano Dura-Ace            | Vision Metron                          |
| GFC       | Groupama–FDJ             | FRA    | Európa    | Lapierre       | Lapierre Xelius SL3 Aircode DRS                 | Aérostorm DRS           | Shimano Dura-Ace            | Continental                            |
| IGD       | Ineos Grenadiers         | GBR    | Európa    | Pinarello      | Pinarello Dogma F                               | Bolide F                | Shimano Dura-Ace            | Shimano Dura-Ace/Princeton Carbonworks |
| ICW       | Intermarché–Circus–Wanty | BEL    | Európa    | Cube           | Cube Litening Aero C:68X Pro                    | AERIUM TT               | Shimano Dura-Ace            | Newmen Advanced SL                     |
| MOV       | Movistar Team            | ESP    | Európa    | Canyon         | Canyon Aeroad CFR                               | Speedmax CF SLX         | SRAM Red eTap               | Zipp                                   |
| SOQ       | Soudal–Quick-Step        | BEL    | Európa    | Specialized    | S-Works Tarmac SL7 Roubaix                      | Shiv                    | Shimano Dura-Ace            | Roval                                  |
| TBV       | Team Bahrain Victorious  | BHR    | Ázsia     | Merida         | Merida Scultura Disc Team Reacto Disc Team      | Time Warp TT            | Shimano Dura-Ace            | Vision Metron 45SL/60 SL               |
| DSM       | Team DSM                 | GER    | Európa    | Scott          | Scott Foil RC                                   | Plasma RC               | Shimano Dura-Ace            | Shimano Dura-Ace                       |
| JAY       | Team Jayco AlUla         | AUS    | Óceánia   | Giant          | Giant Propel Advanced Disc TCR Advanced SL Disc | Trinity Advanced Pro    | Shimano Dura-Ace            | Cadex 36,42,65                         |
| TJV       | Team Jumbo–Visma         | NED    | Európa    | Cervélo        | Cervélo R5 Disc S5 Caledonia                    | P5                      | SRAM Red eTAP               | Reserve 52/63                          |
| TFS       | Trek–Segafredo           | USA    | Amerika   | Trek           | Trek Madone SLR Émonda SLR Domane               | Speed Concept           | SRAM Red eTap               | Bontrager Aeolus                       |
| UAD       | UAE Team Emirates        | UAE    | Ázsia     | Colnago        | Colnago V4Rs                                    | K.one                   | Shimano Dura-Ace            | Enve                                   |

## WorldTeam csapatok 2023-2025 között
Az UCI a 2023-2025 közötti időszakra újraosztja a licenszeket, amely a 2020–2022 közötti időszak WorldTeam és UCI ProTeam csapatainak hároméves összesített eredményén alapul. A legjobb 18 csapat kaphatja meg a licenszt, így a WorldTeam besorolás történetében először a teljesítményen és a versenyeken megszerzett UCI-pontokon alapulva lehet visszasorolást kapni a ProTeamek közé,  illetve ProTeam besorolásból WorldTeam csapattá válni. Más ligába sorolt sportversenyektől eltérően nem került meghatározásra, hogy hány csapat esik ki, illetve jut fel, valamennyi WorldTeam és ProTeam csapatnak esélye volt erre. A hároméves időszak lehetőséget biztosít arra, hogy a csapatoknak egy-egy éves rossz teljesítménye és esetleges sérülések miatt kiegyensúlyozható legyen, illetve a csapatok szponzorai számára is egyértelműen biztosított, hogy három évig a csapat az első osztályban legyen. A tényleges sorrendet valamennyi csapat esetén a csapat 10 legtöbb pontot szerzett versenyzőjének pontösszege határozza meg.

### Visszasorolás elleni verseny 2022-ben
A 2020-21-es években a kiesés elkerülése érdekében vívott verseny nem került előtérbe, a csapatok nem fordítottak figyelmet erre, az UCI pontok a korábbi időszakokhoz hasonlóan érdektelenek voltak. A 2022-es évben a kiesés elkerülése egyre nagyobb figyelmet kapott, különös tekintettel arra, hogy a ProTeam csapatok közül az Deceuninck-Alpecin és az Arkéa-Samsic a megszerzett pontok alapján biztos feljutónak számított, azaz két gyengébben teljesítő WorldTeam csapat kiesése volt várható. A kiesés ellen szoros verseny alakult ki, a csapatok a pontok maximalizálása érdekében alakították ki a versenyprogramjukat, az alacsonyabb, de még ponttal járó helyezések felértékelődtek. Az év során a Movistar, az EF Education, a Bikeexchange-Jayco és a Cofidis is közel került a kieséshez, de a versenyek előrehaladásával egyre jobban látszott, hogy az Israel és a Lotto-Soudal csapatok esetén van a legnagyobb esély a WorldTeam besorolás elvesztésére és az alacsonyabb osztályba történő visszasorolásra. A tényleges sorrend az év utolsó versenyét követően kerül meghatározásra, az UCI 2022 végén adja ki a licenszeket, melynek során a kialakult sorrend mellett a pénzügyi háttér és a formai követelmények teljesítése is számít.

### A lebonyolítási rendszer kritikái
A hároméves periódus első két évében kevés kritika hangzott el a lebonyolítással kapcsolatban. 2022-ben felerősödtek a kritikus hangok, különösen a kiesés kapcsán veszélyeztetett csapatok részéről. A kritika egy része a megszerezhető pontokra utalt: a pontok maximalizálása érdekében az 1.1 besorolású (egynapos Continental versenyek) futamok felértékelődtek, ezen versenyek győztesei több pontot szereztek, mint egy Grand Tour szakasz győztese, így több csapat, különösen a Lotto-Soudal ezekre helyezte a fókuszt, mint a nehezebben nyerhető háromhetes versenyekre. A kritikával kapcsolatban megfogalmazódott, hogy az UCI a pontozással támogatja a kisebb versenyeket, hogy azok is előtérben legyenek. A háromhetes versenyeken összesen jóval több pont szerezhető, annak további növelésével még inkább a háromhetes versenyek határozzák meg a versenynaptárt. 
A kritikák másik része arra utalt, hogy szemben más, ligarendszerű sportágakkal, a kerékpározásban ez nem hagyomány, szponzorok nehezen szerezhetőek és a befektetetések elvesznek a kieséssel és az amerikai sportligákhoz hasonlóan itt is javasolt megtartani az exkluzivitást.  Ezzel kapcsolatban megfogalmazódott, hogy a 3 éves program minden csapat számára egyenlő feltételekkel ismert volt, és az exkluzivitás fenntartása nem teszi lehetővé, hogy a feltörekvő ProTeam csapatok előrébb jussanak.